# Georg Anton Rasmussen
Georg Anton Rasmussen (* 7. August 1842 in Stavanger; † 23. Oktober 1914 in Berlin) war ein norwegischer Landschaftsmaler.

## Leben

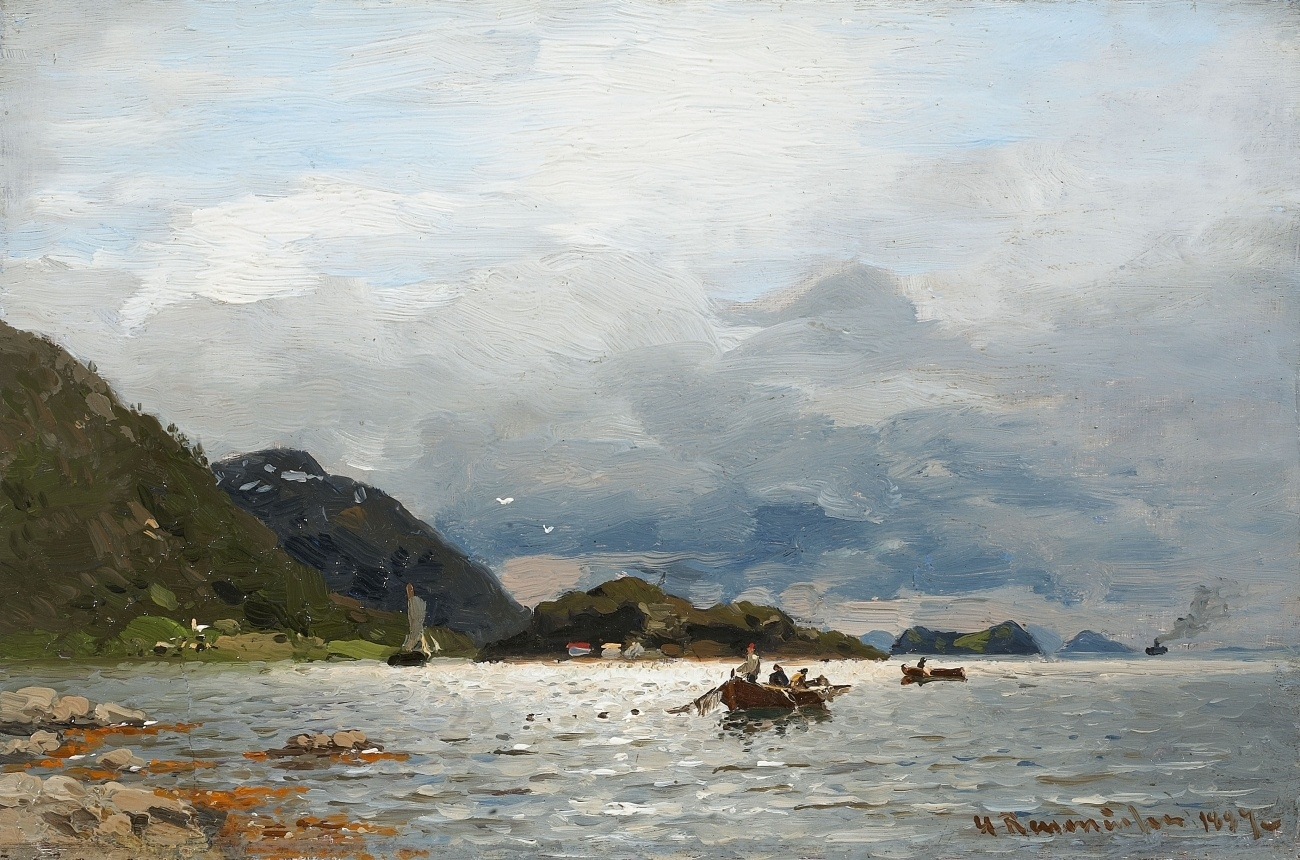
Küstenlandschaft, 1897

Rasmussen erhielt ersten künstlerischen Unterricht in Bergen bei Johan Ludvig Losting und Anders Askevold. 1863 war er Schüler von Frederik Rohde in Kopenhagen und besuchte die dortige Kunstakademie. Er studierte 1864 bis 1867 bei Oswald Achenbach an der Düsseldorfer Akademie, wo ihn auch Hans Gude stark beeinflusste. Die Vielfalt seiner Landschaftsmotive nahm nach 1870 ab, vermutlich im Hinblick auf die Touristen, die am liebsten Fjordbilder kauften. Er wurde neben Adelsteen Normann und Anders Askevold einer der produktivsten Fjordmaler und hatte seine größten Erfolge in Deutschland. Dennoch verstand er es – wie auch sein Lehrer Achenbach – sich trotz ähnlicher Motive nie zu wiederholen und jedem Bild eine eigene Note zu geben.
Auch nach seiner Studienzeit behielt er einen Wohnsitz in Düsseldorf, Jägerhofstraße. Von 1868 bis 1900 ist er als Mitglied des dortigen Künstlervereins Malkasten vermerkt. 1899 zog er nach Berlin. Er wohnte dort in der Regensburger Straße 3. Nur die Sommerferien verbrachte er in seinem Heimatland, wo er auch direkt an die Touristen verkaufte.
Nach 1900 passte er sich der von Adelsteen Normann verwendeten Spachteltechnik und kräftigen Farbigkeit an.
Seine Fjorde zeigt er im Gegenlicht mit bewölkten Himmel und von Booten der einheimischen Alltagswelt belebt, in einer frischen, fast impressionistischen Malweise. Im Vordergrund befinden sich meist Personen und Ruderboote, die er mit ebenso großer Könnerschaft malte wie die Berge, den Himmel und das Wasser. Seine Bilder wurden gern kopiert und als Öldrucke verbreitet. Manche Kunsthistoriker vertreten heute die Meinung, seine Bedeutung als Maler sei gering, weil er sich keiner Secessionsbewegung anschloss.
Werke von ihm befinden sich in der Bildergalerie Bergen, im Staatlichen Kunstmuseum Kopenhagen, im Deutschen Schifffahrtsmuseum in Bremerhaven, in der Gemäldegalerie Dresden und im Kunstmuseum Düsseldorf.